# Ljubow Grigorjewna Schewzowa

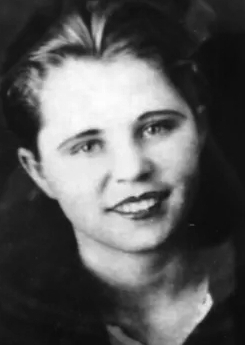
Ljubow Grigorjewna Schewzowa

Ljubow Grigorjewna Schewzowa (russisch Любо́вь Григо́рьевна Шевцо́ва); (* 8. September 1924 in Iswaryne; † 9. Februar 1943 in Rowenky) war eine sowjetische Partisanin, die als Widerstandskämpferin gegen die deutsche Wehrmacht und den Nationalsozialismus kämpfte.

## Leben
Ljubka (Ljubow Grigorjewna) Schewzowa wurde 1942 nach dem Schulabschluss Mitglied der Jugendgruppe Molodaja Gwardija (Junge Garde) von Krasnodon. Sie führte gegen die deutsche Wehrmacht Sabotageakte aus, arbeitete übers Radio mit dem russischen Informationsdienst und druckte und verteilte im ganzen Gebiet die Mitteilungen des russischen Kommandos. Ljubka Schewzowa wurde mit sämtlichen Mitgliedern der Jungen Garde verraten, am 8. Januar 1943 von den Deutschen verhaftet, misshandelt und wiederholt gefoltert. Während 56 Mitglieder der Gruppe lebendig in die Bergwerksbrunnen von Perwomaika geworfen wurden, ließ man sie am Leben, weil die deutsche Wehrmacht die Preisgabe des Funkcodes von ihr erpressen wollte. Am 7. Februar 1943, eine Woche vor der Befreiung Krasnodons durch die Rote Armee, wurde Ljubka Schewzowa im Alter von achtzehn Jahren von einem SS-Rottenführer erschossen.
Der Abschiedsbrief von Ljubka Schewzowa ist veröffentlicht in dem Sammelband Lettere di condannati a morte della Resistenza Europea | Letzte Briefe zum Tode Verurteilter aus dem europäischen Widerstand.

## Rezeption
Der italienische Komponist Luigi Nono wählte aus dem Sammelband für den Text seines 1956 geschriebenen Chorwerkes Il canto sospeso zehn Abschiedsbriefe von Frauen, Männern und Jugendlichen, die von der deutschen Wehrmacht und den Nationalsozialisten ermordet wurden, darunter auch den Brief von Ljubka Schewzowa.
Der kurze Brief von Ljubka Schewzowa an ihre Mutter hat für das Chorwerk Il canto sospeso (Teil 7) von Luigi Nono eine zentrale Bedeutung. Das zusätzliche Lesen des Abschiedsbriefs von Ljubka Schewzowa ist auch Teil der Konzertaufführung in Il canto sospeso (Sprecherin: Susanne Lothar) mit Claudio Abbado und den Berliner Philharmonikern in der Berliner Philharmonie im Dezember 1992.
Den kurzen Abschiedsbrief hat Ljubka Schewzowa wenige Stunden vor der Erschießung geschrieben:

„Leb wohl, Mutter, Deine Tochter Liubka geht fort in die feuchte Erde.“

Übersetzungen des Briefes in mehreren Sprachen finden sich in dem interaktiven italienischen Portal Canzoni contro la guerra.